# Насадження ялівцю (Звенигородський район)
Насадження ялівцю — ботанічний заказник місцевого значення. Об'єкт розташований на території Звенигородського району Черкаської області, квартал 59, виділ 3 Корсунського лісництва.
Площа — 2 га, статус отриманий у 2000 році.
Охороняється насадження ялівця звичайного природного походження.